# 谷中樹平
谷中 樹平（たになか きっぺい、2000年6月4日 - ）は、ジャパンラグビーリーグワントヨタヴェルブリッツに所属するラグビー選手。

## プロフィール
- ポジションはスクラムハーフ(SH)、フルバック(FB)。
- 身長 181 cm、体重 90 kg
- U20日本代表候補に選ばれたことがある[1]。
- 7人制日本代表に選ばれたことがある[2]。

## 略歴
2019年、御所実業高校卒業後、帝京大学に入る。なお御所実業高校時代、高校日本代表候補に選ばれたことがある。
2023年、トヨタヴェルブリッツに加入。同年3月、帝京大学卒業。
2024年、パリ2024五輪の7人制ラグビー日本代表内定選手に選ばれた。